# Aldo Tambone
Aldo Tambone (Roma, 7 luglio 1914 – ...) è stato un cestista italiano.

## Carriera
Con la Nazionale ha preso parte agli Europei 1939. In totale ha disputato 8 incontri in maglia azzurra, realizzando 6 punti.